# Middelgrundsfortet
Middelgrundsfortet er opført 1890-94 som en del af Københavns Befæstning, blandt andet med fyld fra udgravningen af Frihavnen. Middelgrundsfortet var verdens største søfort. Arealet af øen, inklusiv bølgebrydere, er på ca. 67.000 m², mens selve landområdet udgør 50.000 m². Den er dermed antagelig verdens største menneskeskabte ø uden fast forbindelse til land.

## Historie
Fortet er bygget på 6 meter vand, på det sted hvor Kongedybet og Hollænderdybet mødes i nord. De to andre søforter, som skulle beskytte København mod angreb fra søsiden, var Trekroner Fort og Flakfortet.
Fortets oprindelige hovedbestykning var 5 stk. 30,5 cm kanoner. Middelgrundsfortet blev nedlagt som søfort i 1962. I perioden fra 1965 til 1968 blev fortet ombygget og indrettet til jord-til-luft-missilsystemet HAWK. Raketbatteriet med Eskadrille 541 blev først opstillet på Flakfortet, og dernæst flyttet til Middelgrundsfortet i 1968 eller i 1969. I 1984 blev eskadrillen inklusiv det mobile HAWK-udstyr flyttet ind på fastlandet, til Stevns ved Stevnsfortet.
Middelgrundsfortet kom til at spille en uheldig rolle i forbindelse med den tyske besættelse af Danmark den 9. april 1940. Da det tyske skib med tropperne, som skulle besætte København, om morgenen omkring kl. 4 nærmede sig Middelgrundsfortet sammen med en tysk isbryder, blev der fra fortet afgivet signal til skibene om at stoppe. Da skibene fortsatte, ville man fra fortet afgive et varselsskud, men det var ikke muligt for kanonbesætningen at lade kanonen. De tyske skibe kunne således uantastet fortsætte ind til Langelinie. Episoden har givet anledning til mange myter om sabotage og forræderi, men skyldes uden tvivl, at besætningen på fortet var helt ny i tjenesten og endnu ikke havde lært at betjene kanonen rigtigt.

At kanonen på Middelgrundsfortet "klikkede" fik ingen betydning for besættelsen af Danmark. Der var på intet tidspunkt tale om andet end at afgive et varselsskud. Hvis der skulle have været skudt virkningsskydning mod skibene, skulle der først indhentes tilladelse fra Marineministeriet og desuden skulle fortets 10 cm kanoner have været bemandet. Inden dette var sket, ville skibene for længst være uden for fortets rækkevidde. 
| I vest lå Vestvolden | I nord lå Garderhøj Fort, Lyngbyfortet og Fortunfortet   | I nordøst lå Taarbæk Fort, Hvidøre og Charlottenlund FortI øst lå Middelgrundsfortet, Trekroner og FlakfortetI sydøst på Amager lå Prøvestenen, Kastrup Fort, Dragør Fort og Kongelundsfortet |
| I vest lå Vestvolden | Bygherre: J.B.S. Estrup (grønt for land - blåt for vand) | I nordøst lå Taarbæk Fort, Hvidøre og Charlottenlund FortI øst lå Middelgrundsfortet, Trekroner og FlakfortetI sydøst på Amager lå Prøvestenen, Kastrup Fort, Dragør Fort og Kongelundsfortet |
| I vest lå Vestvolden | I syd lå Mosede Fort                                     | I nordøst lå Taarbæk Fort, Hvidøre og Charlottenlund FortI øst lå Middelgrundsfortet, Trekroner og FlakfortetI sydøst på Amager lå Prøvestenen, Kastrup Fort, Dragør Fort og Kongelundsfortet |

## Ejerskab post 1998

### Privat eje
Fortet blev overdraget til det statsejede Freja ejendomme i 1998, som overtager statens forladte ejendomme med henblik på at videresælge disse. I 2002 blev fortet solgt til en privat investor for 5 mio. kr. Denne investor ytrede i 2010 ønske om at afhænde øen.

### Ungdomsøen
Øen ansås for at være privat ejendom, og grundet øens forfaldne tilstand og deraf følgende fare for at komme til skade, var der ikke offentlig adgang til øen.
I efteråret 2014 blev fortet sat til salg for 16,5 mio. kr. af ejeren Peter Bech, hvilket var betydeligt mindre end de 75 mio. kr. som han forsøgte at sælge det til i 2010. Det blev senere købt af Middelgrundsfonden, med økonomisk støtte fra Nordea-fonden og A.P. Møllerfonden, med hensigten at oprette Ungdomsøen, hvoraf nogle aktiviteter åbnede i August 2019.
Visionen for fonden er i samarbejde med flere af de danske spejderkorps, som kommer til at stå for aktiviteter og de daglige rammer for interesserede lånere af øen, at "give unge en unik oplevelse for selv at skabe og gennemføre aktiviteter, skabe nye fællesskaber på tværs af ungdomskulturer og igangsætte en større ungdomsbevægelse, der rækker ud over middelgrundsfortet". Bestyrelsen for denne fond er udpeget af Det Danske Spejderkorps og KFUM-Spejderne, og alle medlemmer har erfaring fra såvel erhvervs- som spejderlivet.

#### Aktiviteter på Ungdomsøen
Middelgrundsfonden har fastlagt fem kategorier, som øens aktiviteter skal falde ind under: 
- Samfundsliv

De unge skal kunne afprøve nye metoder til demokratisk deltagelse og gennemføre en lederuddannelse for unge, der skaber en positiv forskel i samfundet.
- Bæredygtighed

Projekter og aktiviteter med udgangspunkt i recycle/upcycle, energiformer og miljøbevidsthed.
- Friluftsliv

Ø-naturen giver rum for udfordrende aktiviteter til lands, til vands og i luften, og danner samtidig ramme som soveplads og spiseplads
- Kreativitet og fantasi

Øen skal give unge mulighed for at arrangere og deltage i alt fra koncerter over tegneseriefestivaller til kunstinstallationer.
- Innovation og entreprenørskab

Unge skal kunne prøve deres skæve idéer af og bruge øens faciliteter som iværksætterlaboratorium.